# Ваху
Ваху, или колючая пеламида, или пето (лат. Acanthocybium solandri) — вид лучепёрых рыб семейства скумбриевых, обитает в тропических морях на глубине до 12 метров, особенно часто встречается вдоль Атлантического побережья США от Флориды и дальше к северу, также в Мексиканском заливе, вблизи побережий Панамы, Австралии и Южной Африки.

## Название
Своё научное название вид Acanthocybium solandri получил в честь шведского ботаника Даниэля Соландера (1733—1782) — одного из апостолов Линнея.
Известно немало общеупотребительных названий этой рыбы: кроме «ваху», это «пето», «оаху», «тихоокеанская королевская рыба» и другие.

## Описание, поведение, питание

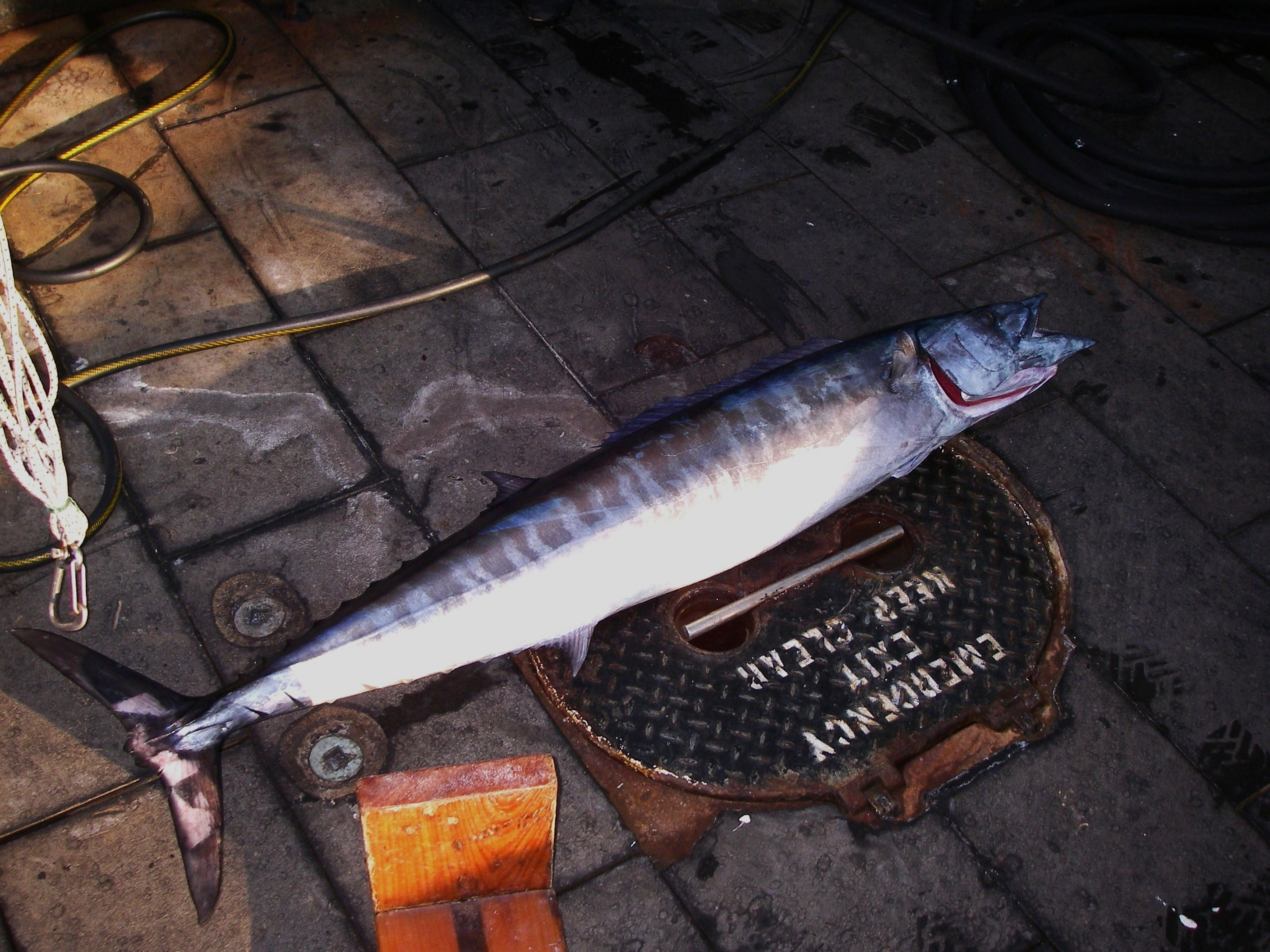

Ваху имеет тонкое удлинённое тело и яркую «тигриную» окраску — светло-серебристая чешуя, синие полосы на боках, которые исчезают сразу же после гибели рыбы. Это одна из самых красивых и быстрых морских рыб, благодаря строению тела она способна совершать броски со скоростью до 80 км/ч. Вес самой крупной из пойманных до сих пор ваху составляет 83 кг, а длина — 2,5 метра, однако средний вес рыбы составляет 10—20 кг.
Рыба ваху отличается довольно необычным строением — в отличие от остальных скумбриевых у неё полностью отсутствуют жаберные тычинки, а жаберные лепестки срастаются, образуя своеобразную структуру. Зубы у этой рыбы очень крепкие, при этом верхняя челюсть не фиксированная, как у большинства рыб. Все эти особенности строения дают ваху немалое преимущество в процессе охоты.
Ваху — рыбы-одиночки, они не образуют стай и ведут обычно автономный образ жизни. Пищей им служат кальмары, мелкие тунцы, ставридовые и прочие рыбы, обитающие у поверхности воды. В отличие от марлина, который догоняет свою будущую пищу сзади, ваху охотятся из глубины и атакуют жертву, развивая огромную скорость и при этом часто промахиваясь. Очень интересно наблюдать за охотой ваху из-под воды. Выглядит это так: стая мелкой рыбы спокойно плавает в верхних слоях воды и кормится планктоном, рядом с ней или чуть ниже так же спокойно плавает ваху. Неожиданно хищник отплывает в сторону или просто застывает на месте, ожидая пока мелочь сама отплывёт на достаточное расстояние, и производит бросок! Если нападение прошло успешно, ваху с жертвой в зубах удаляется для её дальнейшего поедания, а если произошёл промах — повторяет атаку.

## Ловля ваху

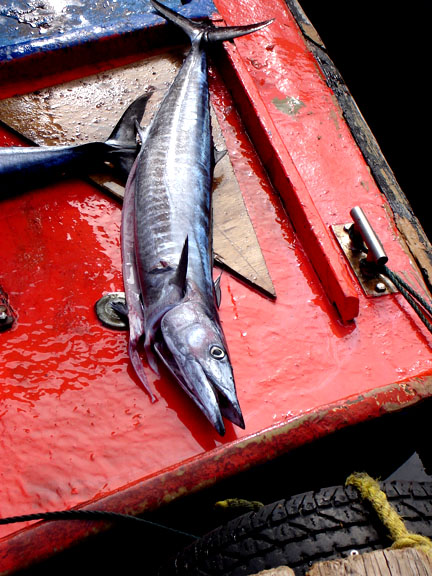
Ваху, пойманная у острова Бонайре

Чаще всего ваху можно встретить в незначительном удалении от берегов, вблизи рифов и над материковым шельфом, но иногда эту рыбу ловят и в открытом океане. Для ловли обычно используют удочки и троллы (многокрючковые удочки, буксируемые судном).
Поймать ваху можно практически на что угодно — кефаль, сьерра-макрель, полоски рыбьего мяса, кальмары, искусственные приманки, эту всеядную рыбку привлекают все виды наживки. Даже если вы ловите других рыб в месте вероятного обитания ваху, очень велик шанс, что эта рыба соблазнится на предназначенную для них живую наживку, какой бы она ни была и какой бы метод рыбной ловли вы ни использовали.
Однако самой эффективной приманкой на ваху является воблер или джеркбейт, который заглубляется на глубину 1,5—3 м, а также силиконовые октопусы и твистеры, хотя они троллингуются по поверхности менее эффективно. Воблер или джеркбейт обязательно должен быть оснащен морскими тройниками серии XS, обыкновенный тройник за одну рыбалку превратится в мягкую проволоку и выйдет из строя. Профессиональные ловцы ваху рекомендуют пользоваться пластиковыми воблерам и джеркбейтами, поскольку они наиболее практичны с точки зрения хранения и использования (деревянные разлетаются после первой поклёвки, а также разъедаются солью, если их не ополаскивать пресной водой).
Важным элементом в оснастке является металлический поводок, без него на ваху можно вообще не идти. Мощные зубы этой рыбы могут с лёгкостью перекусить прочный нейлон. Самым лучшим поводком является так называемое «мягкое железо»: стальные нити, сплетённые воедино и обернутые в мягкую полипропиленовую оболочку. Пользоваться такими поводками легко и удобно, их можно резать ножницами или завязывать узлами, как леску.
Очень хорошо ловить ваху на моторной яхте: забрасывается блесна и выжимается максимальная скорость. Крупная колеблющаяся блесна (весом до 80 грамм) — отличная искусственная приманка, она идеальна для морской ловли троллингом, в заброс и в отвес. Блесну можно легко забросить мультипликаторной катушкой, она универсальна, долговечна, не ломается и при этом стоит дешевле крупного воблера. При забросе и проводке вдоль рифа все ваху вместе с тунцами, макрелями и парусниками будут вашими.
Чаще всего ваху попадаются на крючок в сентябре и в марте.

## Кулинарные особенности ваху
Рыба ваху отличается очень высокими вкусовыми качествами. По внешнему виду её можно спутать с барракудой или Рыба меч, но стоит отправить кусок рыбки в рот — и сразу ощущаешь разницу. Белое мясо ваху обжаривают, тушат и запекают, из неё получается очень вкусная уха. Икра ваху напоминает кетовую.

## В массовой культуре
Процесс ловли ваху описывается в книге Эрика ван Ластбадера «Возвращение в темноте».